# Hellboy II - O Exército Dourado
Hellboy II: The Golden Army (bra/prt: Hellboy II - O Exército Dourado) é um filme teuto-norte-americano de 2008, escrito e dirigido  por Guillermo Del Toro, com roteiro baseado no personagem fictício Hellboy, criado por Mike Mignola.
O longa foi indicado ao Oscar de melhor maquiagem em 2009.

## Sinopse
A trégua entre o reino invisível e a humanidade foi quebrada, e sobre a Terra paira a ameaça de erupção do Inferno. Hellboy terá que enfrentar uma criatura que transita entre os dois mundos e lidera um exército de horríveis seres.

## Elenco
- Ron Perlman como Hellboy
- Selma Blair como Liz Sherman
- Doug Jones como Abe Sapien/O Anjo da Morte
- Luke Goss como Príncipe Nuada
- Anna Walton como Princesa Nuala
- Seth MacFarlane como Johann Kraus
- Brian Steele como Sr. Wink
- Jeffrey Tambor como Tom Manning
- John Hurt como Trevor Bruttenholm
- Roy Dotrice como Rei Balor